# 艾扬

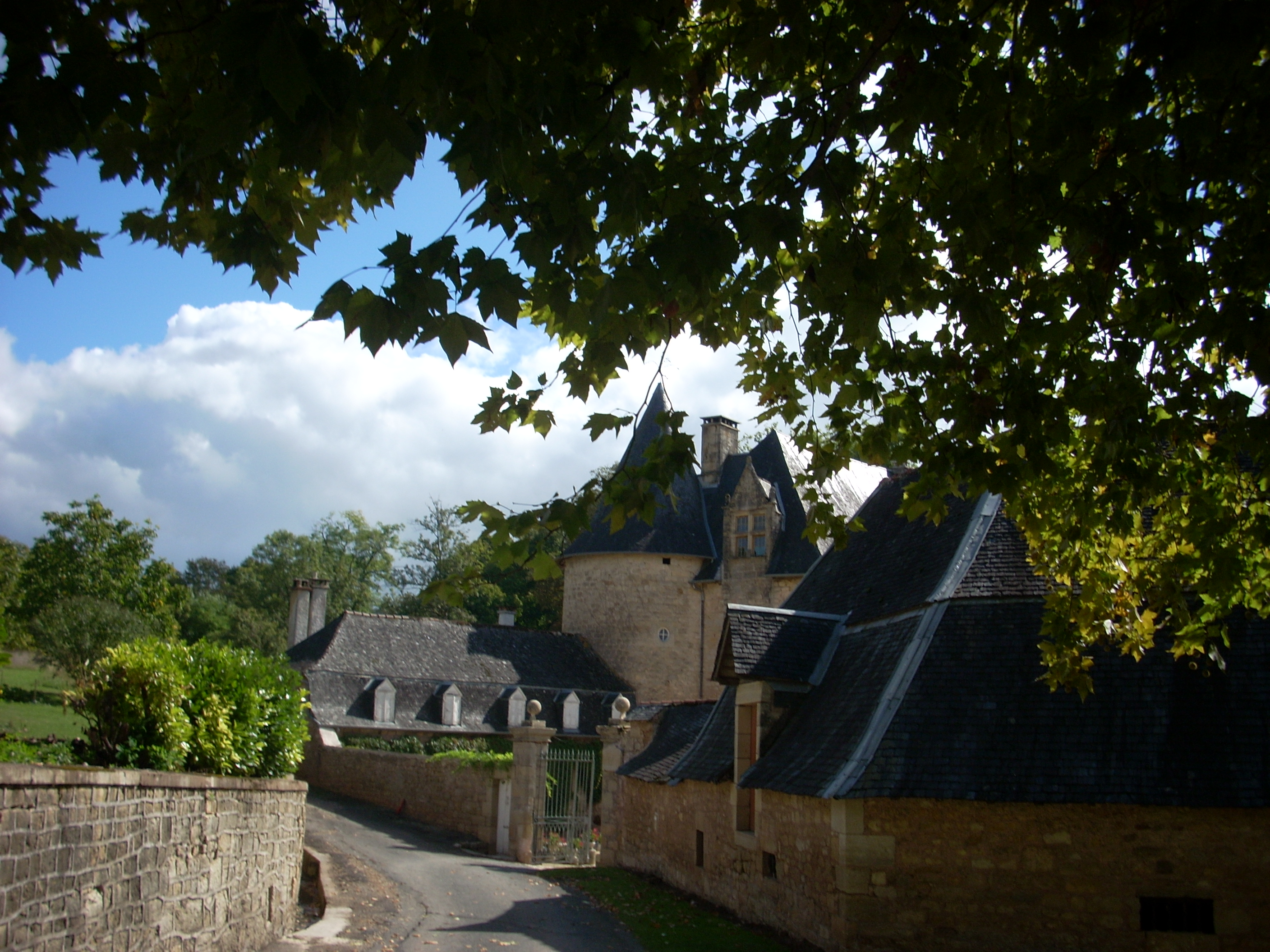

艾扬是法国科雷兹省的一个市镇，位于该省西部，属于布里夫拉盖拉尔德区。该市镇总面积13.16平方公里，2009年时的人口为714人。

## 人口
艾扬（Ayen）人口变化图示